# Cravant-les-Côteaux

Cravant-les-Côteaux este o comună în departamentul Indre-et-Loire, Franța. În 1 ianuarie 2022 avea o populație de 680 de locuitori.